# Wojciech Szczepiński

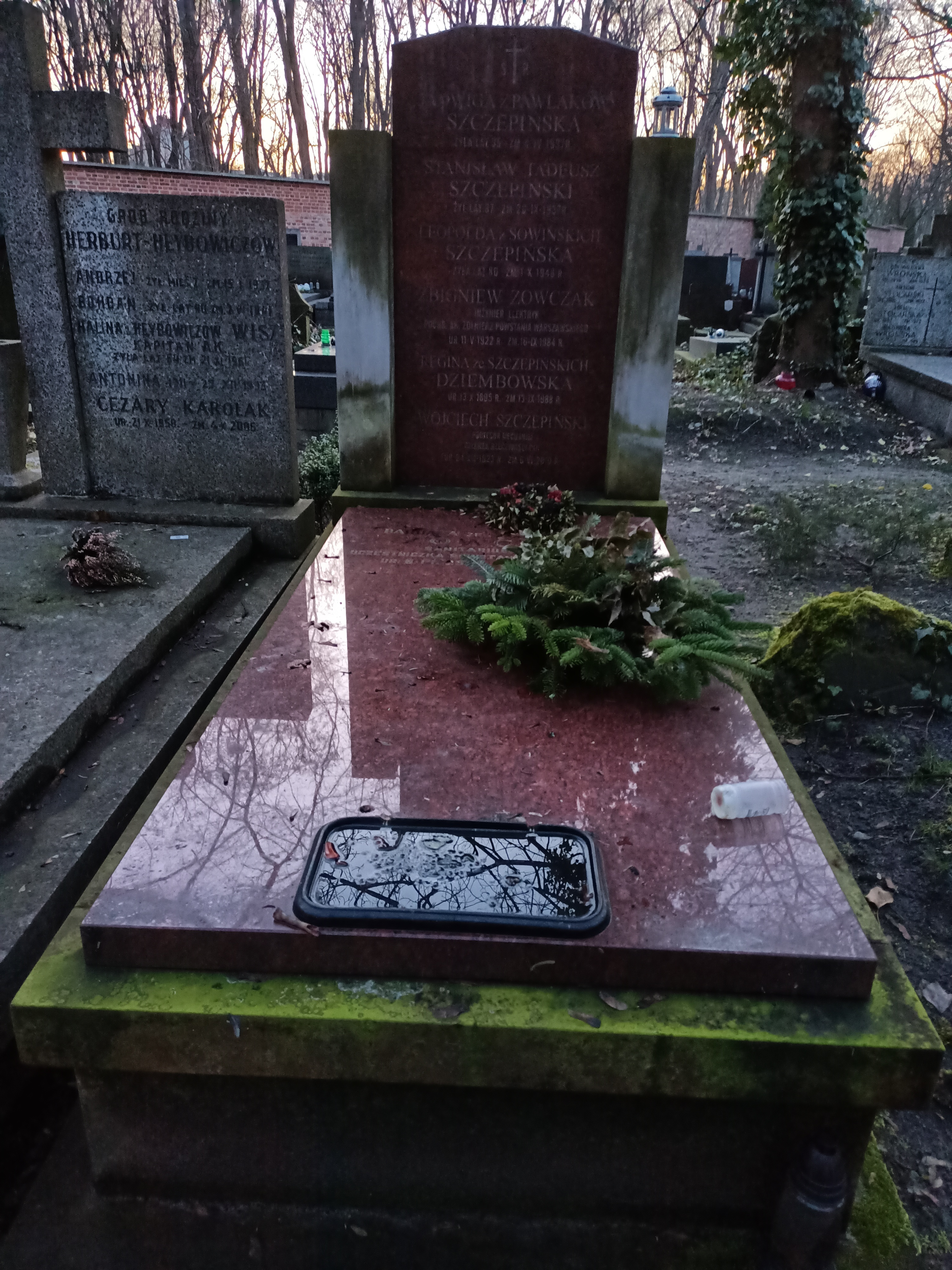
Grób Wojciecha Szczepińskiego na Cmentarzu Powązkowskim w Warszawie

Wojciech Adam Szczepiński (ur. 1 stycznia 1924 w Warszawie, zm. 6 czerwca 2010 tamże) – polski specjalista w zakresie mechaniki, teorii plastyczności, mechaniki eksperymentalnej i budowy maszyn, profesor doktor habilitowany, współtwórca polskiej szkoły plastyczności, członek PAN (członek korespondent 1976, członek rzeczywisty 1989). Doctor honoris causa Wojskowej Akademii Technicznej (1989) i Politechniki Świętokrzyskiej (2002).
Był Sekretarzem Wydziału Nauk Technicznych w latach 1993–1995, a w latach 1993–1998 członkiem Prezydium PAN. Kierownik zakładu w Instytucie Podstawowych Problemów Techniki PAN, członek Komitetu Mechaniki PAN i jego przewodniczący w latach 1984–1986.
Członek Międzynarodowego Centrum Nauk Mechanicznych w Udine i Międzynarodowej Unii Mechaniki Teoretycznej i Stosowanej.
Pochowany na cmentarzu Powązkowskim (kwatera 347-3-17).

## Odznaczenia
- Krzyż Oficerski Orderu Odrodzenia Polski

## Wybrana bibliografia
- „Parametryczne równania powierzchni pierścieniowych (toroidalnych)” razem z Witoldem Bodaszewskim (Bel Studio, Warszawa, 2007 r.)
- „Kształtowanie elementów konstrukcji metodą nieciągłych pól naprężeń” razem z Witoldem Bodaszewskim (Bel Studio, Warszawa, 2005 r.)
- „Wybrane metody matematyczne w stosowanej mechanice materiałów i w akustyce” (Wydawnictwo Politechniki Świętokrzyskiej, Kielce, 2005 r.)
- „Rachunek błędów dla inżynierów” razem ze Zbigniewem Kotulskim (Wydawnictwa Naukowo-Techniczne, Warszawa, 2004 r.)
- „Wstęp do rachunku odchyłek wymiarowych w budowie maszyn” (Wydawnictwo Naukowe PWN, Warszawa; Poznań, 1993 r.)